# Tsurushi

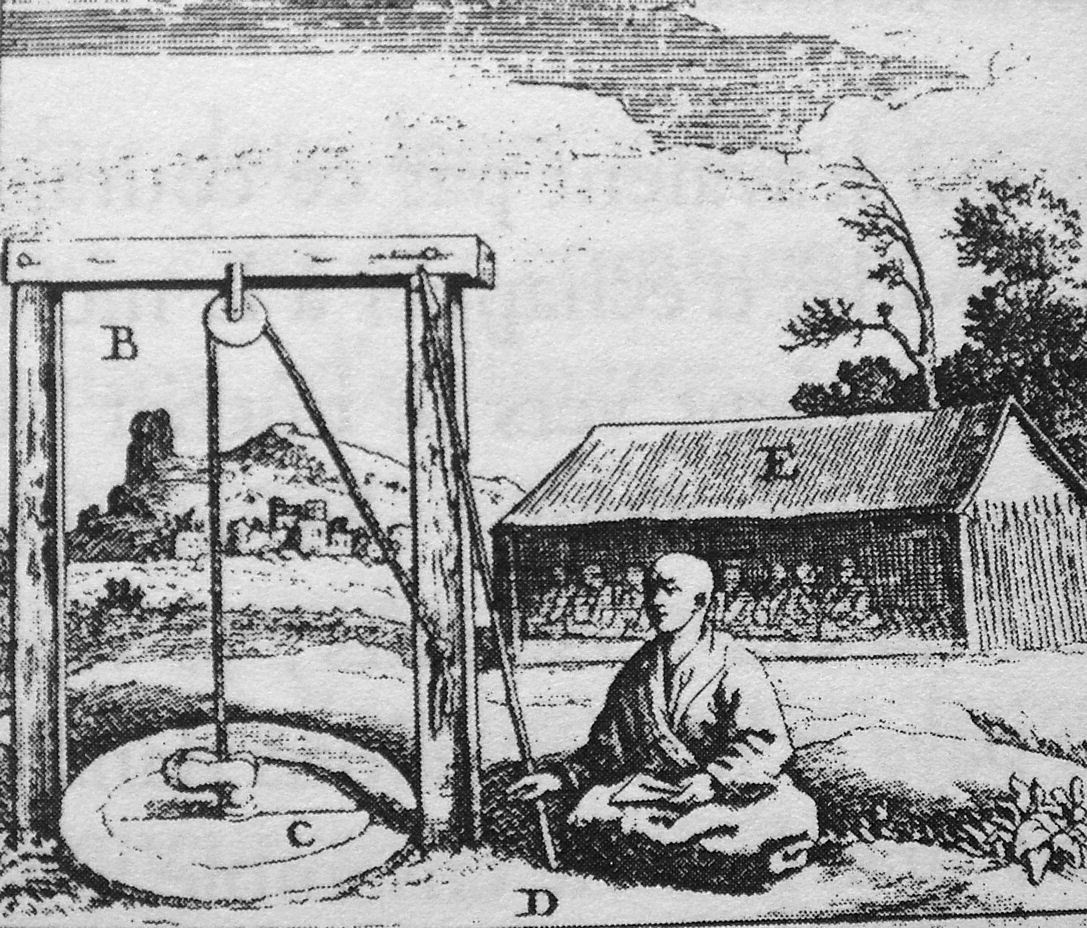
Illustration av tortyrmetoden tsurushi.

Tsurushi (japanska 釣殺し) var en japansk tortyrteknik som användes under 1600-talet. Ett känt offer för tortyren var Lorenzo Ruiz, den första filippinska martyren som kanoniserats av Romersk-katolska kyrkan. 